# Список судинних рослин України — жовтецевоцвіті
Список місцевих рослин України з порядку жовтецевоцвіті є продовженням Списку судинних рослин України.

### Місцеві жовтецевоцвіті (Ranunculales)
| №   | Вид | Розповсюдження в Україні | Джерело інформації | Родина                    | Зображення |
| --- | --- | --- | ------------------ | ------------------------- | ---------- |
| 1   | Барбарис звичайний Berberis vulgaris L.                                                                                | У світлих лісах, на узліссях, серед чагарників, на кам'янистих і гірських схилах — по всій УРСР, як правило. У Криму в горах та на Тарханкутському півострові | [ 2 ]              | Барбарисові Berberidaceae |            |
| 2   | Оставник одеський Gymnospermium odessanum (DC.) Takht.                                                                 | На кам'янистих відслоненнях, на степових схилах — на півдні Правобережного Степу, зрідка. У ЧКУ має статус «вразливий» | …                  | …                         |            |
| 3   | Чистотіл звичайний Chelidonium majus L.                                                                                | У лісах, на узліссях, у чагарниках, садах, тінистих місцях, поблизу житла — на всій території | [ 3 ]              | Макові Papaveraceae       |            |
| 4   | Ряст рутковий Corydalis capnoides (L.) Pers.                                                                           | У лісах, чагарниках на кам'янистому ґрунті — у Карпатах | [ 4 ]              | …                         |            |
| 5   | Ряст порожнистий Corydalis cava (L.) Schweigg. & Körte                                                                 | У лісах, чагарниках — по всій території, крім Лівобережного Степу та Криму | …                  | …                         |            |
| 6   | Ряст середній Corydalis intermedia (L.) Mérat                                                                          | У лісах — у Карпатах, Розточчі-Опіллі, Лісостепу | …                  | …                         |            |
| 7   | Ряст Пачоського Corydalis paczoskii N.Busch                                                                            | У лісах, чагарниках — у Степу, на півдні та Криму | …                  | …                         |            |
| 8   | Ряст повний Corydalis solida (L.) Clairv.                                                                              | У світлих лісах, чагарниках — у Карпатах, Поліссі, Лісостепу, як правило; у Степу зрідка | …                  | …                         |            |
| 9   | Рутка Кралика Fumaria kralikii Jord.                                                                                   | На сухих схилах, скелях, у лісах — у гірському Криму, зрідка | …                  | …                         |            |
| 10  | Рутка лікарська Fumaria officinalis L.                                                                                 | На полях, вздовж доріг — на всій території | …                  | …                         |            |
| 11  | Рутка дрібнодзьоба Fumaria rostellata Knaf                                                                             | На полях, городах, уздовж доріг — у Лісостепу на Правобережжі | …                  | …                         |            |
| 12  | Рутка Шляйхера Fumaria schleicheri Soy.-Will.                                                                          | На полях, городах, вздовж доріг — на всій території | …                  | …                         |            |
| 13  | Рутка дрібноцвіта Fumaria parviflora Lam.                                                                              | На полях, у сміттєвих місцях — у Лісостепу та Степу | [ 5 ]              | …                         |            |
| 14  | Рутка Ваяна Fumaria vaillantii Loisel.                                                                                 | На полях, городах, вздовж доріг — на всій території | …                  | …                         |            |
| 15  | Fumaria petteri Rchb.                                                                                                  | ? | [ 6 ]              | …                         |            |
| 16  | Мачок рогатий Glaucium corniculatum (L.) Curtis                                                                        | У степах, на щебенистих і сухих схилах, в посівах — у Лісостепу, Степу та Криму | [ 3 ]              | …                         |            |
| 17  | Мачок жовтий Glaucium corniculatum (L.) Curtis                                                                         | На галечниках і приморських схилах — у Криму на ПБК, звичайно. У ЧКУ має статус «вразливий» | …                  | …                         |            |
| 18  | Повислик звичайний Hypecoum pendulum L.                                                                                | На сухих схилах, у посівах — Криму, спорадично; знайдено в ок. Одеси | [ 4 ]              | …                         |            |
| 19  | Hypecoum torulosum Å.E.Dahl                                                                                            | ? | [ 7 ]              | …                         |            |
| 20  | Мак пісковий Papaver argemone (L.) C.Morales, R.Mend. & Romero García                                                  | На піщаних і кам'янистих місцях і посівах — на заході й у Криму | [ 3 ]              | …                         |            |
| 21  | Мак дикий Papaver rhoeas L.                                                                                            | На схилах, вздовж доріг, у полях — по всій території, на сході зникає | …                  | …                         |            |
| 22  | Мак білоцвітий Papaver albiflorum (Elkan) Pacz.                                                                        | На вапняках, у степах, на полях — у пд. зх. лісостепових р-нах, Степу та Криму | [ 8 ]              | …                         |            |
| 23  | Мак сумнівний Papaver dubium L.                                                                                        | На схилах, уздовж доріг, на полях — у Лісостепу та Степу на Правобережжі | …                  | …                         |            |
| 24  | Мак гладенький Papaver laevigatum M.Bieb.                                                                              | На пісках, у полях — у Степу, на півдні та Криму | …                  | …                         |            |
| 25  | Papaver lecoqii Lamotte, syn. Papaver dubium subsp. lecoqii                                                            | ? | [ 9 ]              | …                         |            |
| 26  | Papaver minus (Boivin ex Bél.) Meikle, syn. Closterandra minor Boivin                                                  | ? | [ 10 ]             | …                         |            |
| 27  | Papaver tichomirovii Mikheev                                                                                           | ? | [ 11 ]             | …                         |            |
| 28  | Жовтомолочник гібридний Roemeria hybrida (L.) DC.                                                                      | На сухих кам'янистих схилах, вздовж доріг — у Криму на ПБК, спорадично | [ 3 ]              | …                         |            |
| 29  | Тоя протиотруйна Aconitum anthora L.                                                                                   | На лісових галявинах верхнього лісового пояса та на яйлі – у Криму | [ 12 ]             | Жовтецеві Ranunculaceae   |            |
| 30  | Тоя буковинська Aconitum bucovinense Zapał.                                                                            | На гірських схилах у лісовому поясі — у Карпатах | …                  | …                         |            |
| 31  | Тоя міцна Aconitum firmum Rchb.                                                                                        | На полонинах та скелях – у Карпатах | …                  | …                         |            |
| 32  | Тоя пухнасторота Aconitum lasiostomum Rchb. ex Besser                                                                  | У лісах, чагарниках, на узліссях — в Лісостепу і Криму, спорадично. У ЧКУ має статус «вразливий» | …                  | …                         |            |
| 33  | Тоя Деґена Aconitum degenii Gáyer                                                                                      | На скалах — в Карпатах (гора В. Камень) | [ 13 ]             | …                         |            |
| 34  | Тоя строката Aconitum variegatum L.                                                                                    | У лісах, чагарниках, на узліссях — у Карпатах, зх. Лісостепу | …                  | …                         |            |
| 35  | Тоя вовкобійна Aconitum lycoctonum L.                                                                                  | ? | [ 14 ]             | …                         |            |
| 36  | Тоя справжня Aconitum napellus L.                                                                                      | ? | [ 15 ]             | …                         |            |
| 37  | Actaea europaea (Schipcz.) J.Compton                                                                                   | ? | [ 16 ]             | …                         |            |
| 38  | Чернець колосистий Actaea spicata L.                                                                                   | У лісах, чагарниках — у Карпатах, Поліссі, Лісостепу, звичайно; у Криму, дуже рідко (Сімферопольський р-н, с. Перевальне, біля перевалу) | [ 17 ]             | …                         |            |
| 39  | Горицвіт літній Adonis aestivalis L.                                                                                   | На сухих схилах, уздовж доріг, у посівах — на всій території, спорадично | [ 2 ]              | …                         |            |
| 40  | Горицвіт вогнистий Adonis flammea Jacq.                                                                                | На сухих схилах, уздовж доріг, у посівах — у Степу і гірському Криму | …                  | …                         |            |
| 41  | Горицвіт весняний Adonis vernalis L.                                                                                   | У степах, на схилах, яйлах — у Прикарпатті, Лісостепу, Степу, гірській частині Криму. У ЧКУ має статус «неоцінений» | …                  | …                         |            |
| 42  | Горицвіт волзький Adonis volgensis Steven ex DC.                                                                       | У степах, на схилах, яйлах — у Лісостепу та Степу, спорадично; у гірському Криму, дуже рідко (Карабі-яйла). У ЧКУ має статус «неоцінений» | …                  | …                         |            |
| 43  | Anemonastrum narcissiflorum (L.) Holub, syn. Anemone narcissiflora L., у т. ч. Anemone laxa (Ulbr.) Juz.               | На полонинах та кам'янистих схилах – у Карпатах; на узліссях, у чагарниках — у зх. Лісостепу, зрідка. У ЧКУ має статус «вразливий» | [ 13 ]             | …                         |            |
| 44  | Anemonoides nemorosa (L.) Holub, syn. Anemone nemorosa L.                                                              | У лісах — у Карпатах, Поліссі, Лісостепу; на Лівобережжі, зрідка (Чернігів, Суми) | …                  | …                         |            |
| 45  | Anemonoides ranunculoides (L.) Holub, syn. Anemone ranunculoides L.                                                    | У лісах — по всій території | …                  | …                         |            |
| 46  | Anemonoides sylvestris (L.) Galasso, Banfi & Soldano, syn. Anemone sylvestris L.                                       | На узліссях, у чагарниках, на схилах, у степах — у Лісостепу та Степу | …                  | …                         |            |
| 47  | Орлики чорнуваті Aquilegia nigricans Baumg.                                                                            | На вапняках — у Карпатах, спорадично. У ЧКУ має статус «рідкісний» | [ 17 ]             | …                         |            |
| 48  | Орлики трансильванські Aquilegia transsilvanica Schur                                                                  | На вапняках — у Карпатах, зрідка | …                  | …                         |            |
| 49  | Орлики звичайні Aquilegia vulgaris L.                                                                                  | У лісах, чагарниках — у Карпатах, Поліссі, Лісостепу, Криму, спорадично | …                  | …                         |            |
| 50  | Рутовик альпійський Callianthemum coriandrifolium Rchb.                                                                | Приурочений до рівної ділянки на гребені Чорногірського хребта на висоті 2000 м н.р.м. У ЧКУ має статус «вразливий» | [ 18 ]             | …                         |            |
| 51  | Калюжниця болотяна Caltha palustris L.                                                                                 | На болотах, заболочених луках — на всій території | [ 17 ]             | …                         |            |
| 52  | Ломиніс альпійський Clematis alpina (L.) Mill.                                                                         | В Україні природно зростає на заході, зокрема — у Карпатах | [ 19 ]             | …                         |            |
| 53  | Ломиніс цілолистий Clematis integrifolia L.                                                                            | На узліссях, лісових галявинах, у чагарниках, на схилах — на б. ч. території, спорадично, крім Карпат та півдня Степу | [ 13 ]             | …                         |            |
| 54  | Clematis lathyrifolia Besser ex Trautv., Clematis pseudoflammula Schmalh. ex Lipsky                                    | На оголеннях різних порід, рідше на степових схилах — у Донецькому Лісостепу та Лівобережному Степу, зрідка | …                  | …                         |            |
| 55  | Ломиніс східний Clematis orientalis L.                                                                                 | На приморських пісках — на косі Обіточній по березі Азовського моря | …                  | …                         |            |
| 56  | Ломиніс прямий Clematis recta L.                                                                                       | У лісах, на узліссях, у чагарниках — у лісових р-нах і Лісостепу, звичайний; в Степу, в північних р-нах | …                  | …                         |            |
| 57  | Ломиніс виткий Clematis vitalba L.                                                                                     | У світлих лісах, чагарниках, на кам'янистих схилах — у Закарпатті (Ужгород, Хуст) та гірській частині Криму, часто | …                  | …                         |            |
| 58  | Delphinium ajacis L., syn. Consolida ajacis (L.) Schur, Consolida orientalis Schrödinger                               | Уздовж доріг, у посівах, садах, на схилах, покладах — на Закарпатті, Степу та Криму, на всій території розводять | [ 12 ]             | …                         |            |
| 59  | Delphinium consolida L., syn. Consolida regalis Gray у т. ч. Consolida divaricata та Consolida paniculata (Host) Schur | На схилах, галявинах, у чагарниках, у садах, уздовж доріг, у посівах — у Карпатах, Поліссі та Лісостепу, у Степу та Криму | …                  | …                         |            |
| 60  | Цар-зілля клинувате Delphinium cuneatum Spreng., syn. Delphinium rossicum Litzoinow                                    | У лісах, на узліссях, у чагарниках — у Лісостепу та Степу. У ЧКУ має статус «вразливий» | …                  | …                         |            |
| 61  | Цар-зілля південноєвропейське Delphinium fissum Waldst. & Kit.                                                         | У лісах, на узліссях, кам'янистих схилах — у Криму | …                  | …                         |            |
| 62  | Цар-зілля яскраво-червоне Delphinium puniceum Pall.                                                                    | На схилах, у степах — зрідка на південному сході (Донецька й Луганська області). У ЧКУ має статус «зникаючий» | …                  | …                         |            |
| 63  | Цар-зілля Сергія Delphinium sergii Pall.                                                                               | У лісах, на узліссях, вапняках — у донецькому Лісостепу (Донецька й Луганська області). У ЧКУ має статус «вразливий» | …                  | …                         |            |
| 64  | Цар-зілля високе Delphinium elatum Spreng.                                                                             | В Україні це реліктовий рідкісний вид Карпат. У ЧКУ має статус «вразливий» | [ 20 ]             | …                         |            |
| 65  | Цар-зілля Палляса Delphinium pallasii Nevski, syn. Delphinium fissum subsp. pallasii                                   | У лісах, на узліссях, кам'янистих схилах — у Криму. У ЧКУ має статус «рідкісний» | …                  | …                         |            |
| 66  | Чемерник червонуватий Helleborus purpurascens Waldst. & Kit.                                                           | У лісах, чагарниках, на узліссях — у Карпатах, Прикарпатті, західному Лісостепу | [ 17 ]             | …                         |            |
| 67  | Підліски звичайні Helleborus purpurascens Schreb.                                                                      | У лісах, чагарниках — у Карпатах, Поліссі та Лісостепу, на Правобережжі | [ 13 ]             | …                         |            |
| 68  | Рутвичка звичайна Isopyrum thalictroides L.                                                                            | У лісах, чагарниках — у Карпатах, часто; Полісся, Лісостепу (Правобережжя), спорадично | [ 17 ]             | …                         |            |
| 69  | Чорнушка польова Nigella arvensis L.                                                                                   | На схилах, у посівах — на Закарпатті, Прикарпатті, Лісостепу, Степу та Криму | [ 17 ]             | …                         |            |
| 70  | Чорнушка кудлата Nigella damascena L.                                                                                  | На сухих схилах, у садах – у Криму дико, по всій території розводять | …                  | …                         |            |
| 71  | Nigella nigellastrum (L.) Willk., syn. Garidella nigellastrum L.                                                       | На сухих схилах, у чагарниках — у Криму | …                  | …                         |            |
| 72  | Чорнушка нив'яна Nigella segetalis M.Bieb.                                                                             | На сухих схилах, у чагарниках — у Степу і Криму | [ 17 ]             | …                         |            |
| 73  | Nigella elata Boiss., syn. Nigella damascena subsp. elata (Boiss.) A.Terracc.                                          | Крим | [ 21 ]             | …                         |            |
| 74  | Nigella oxypetala Boiss.                                                                                               | Крим | [ 22 ]             | …                         |            |
| 75  | Сон білий Pulsatilla alpina (L.) Delarbre                                                                              | На полонинах — в Карпатах | [ 13 ]             | …                         |            |
| 76  | Сон великий Pulsatilla grandis Wender.                                                                                 | У лісах, на узліссях, схилах — у Прикарпатті, Розточчі, Лісостепу, зрідка. У ЧКУ має статус «вразливий» | …                  | …                         |            |
| 77  | Сон Галлера Pulsatilla halleri (All.) Willd., syn. Pulsatilla taurica Juz.                                             | У лісах, на яйлах — у Криму. У ЧКУ має статус «неоцінений» | …                  | …                         |            |
| 78  | Сон широколистий Pulsatilla patens (L.) Mill.                                                                          | Лучні степи, остепнені луки, соснові, дубово-соснові ліси, лісові галявини, узлісся, зруби — на Поліссі, у Лісостепу, Пн. Степу. У ЧКУ має статус «неоцінений» | [ 23 ]             | …                         |            |
| 79  | Сон лучний Pulsatilla pratensis (L.) Mill.                                                                             | У соснових лісах, на узліссях, лучно-степових трав'яних схилах — більша частина територій в лісовій, а також в лісостеповій та степовій (спорадично) зонах, крім крайніх зх. р-нів і Криму. У ЧКУ має статус «неоцінений»                                                           | [ 24 ]             | …                         |            |
| 80  | Сон Шерфеля Pulsatilla scherfelii (Ullep.) Skalický                                                                    | Субальпійський пояс на висоті 1700– 2000 м н. р. м., на схилах різної експозиції, переважно на слабко задернованих ділянках, кам’янистих відслоненнях та осипищах — на більшості вершин Чорногори, Свидівця, Мармароша, Ґорґан та Буковинських Карпат. У ЧКУ має статус «рідкісний» | [ 25 ]             | …                         |            |
| 81  | Сон звичайний Pulsatilla vulgaris Mill.                                                                                | ? | [ 26 ]             | …                         |            |
| 82  | Жовтець їдкий Ranunculus acris L.                                                                                      | На луках, у лісах на галявинах і галявинах, на трав'янистих схилах — по всій території, крім Криму | [ 27 ]             | …                         |            |
| 83  | Ranunculus breyninus Crantz, syn. Ranunculus oreophilus M.Bieb.                                                        | На яйлах — у Криму | …                  | …                         |            |
| 84  | Жовтець кашубський Ranunculus cassubicus L.                                                                            | На узліссях і в чагарниках — в Карпатах, Поліссі, Лісостепу і пн. Степу | …                  | …                         |            |
| 85  | Жовтець кавказький Ranunculus caucasicus M.Bieb.                                                                       | У лісах, на узліссях — у Криму, а верхньому поясі | …                  | …                         |            |
| 86  | Жовтець розсічений Ranunculus dissectus M.Bieb.                                                                        | На яйлах — у Криму | …                  | …                         |            |
| 87  | Жовтець вовнистий Ranunculus lanuginosus L.                                                                            | У лісах і чагарниках — у Карпатах, Поліссі та Лісостепу, звичайно | …                  | …                         |            |
| 88  | Жовтець неапольський Ranunculus neapolitanus Ten.                                                                      | У світлих лісах на галявинах — у Криму, передгір'ях, і на ПБК, зрідка | …                  | …                         |            |
| 89  | Жовтець рясноцвітий Ranunculus polyanthemos L.                                                                         | На луках, у лісах на галявинах, узліссях, на схилах — по всій території | …                  | …                         |            |
| 90  | Жовтець коренистий Ranunculus polyrhizos Stephan ex Willd.                                                             | На сухих місцях, солонцях – у Лісостепу на півдні (Ямпіль Вінницької обл.) та Степу (Велико-Анадоль Донецької обл.) | …                  | …                         |            |
| 91  | Жовтець бокоцвітий Ranunculus lateriflorus DC., syn. Buschia lateriflora (DC.) Ovcz.                                   | На вологих місцях, болотах — на Закарпатті та зх. Лісостепу (Хмельницька обл., Городоцький р-н, с. Лісівники), у Степу (Херсонська обл., Чорноморський заповідник) та гірському Криму                                                                                               | …                  | …                         |            |
| 92  | Жовтець сардинський Ranunculus sardous Crantz                                                                          | На луках, вологих місцях — в Карпатах і лісових, лісостепових р-нах Правобережжя, спорадично | …                  | …                         |            |
| 93  | Жовтець сербський Ranunculus serbicus Vis., syn. Ranunculus kladnii Schur                                              | На полонинах — у Карпатах | …                  | …                         |            |
| 94  | Жовтець водяний Ranunculus aquatilis L.                                                                                | У стоячих і повільних водах — на всій території, спорадично | [ 28 ]             | …                         |            |
| 95  | Жовтець польовий Ranunculus arvensis L.                                                                                | На сухих засмічених місцях, в посівах — у Карпатах і Криму звичайний, в Лісостепу, на Правобережжі спорадичний | …                  | …                         |            |
| 96  | Жовтець бульбистий Ranunculus bulbosus L.                                                                              | На луках, схилах — у Карпатах, Лісостепу, на Правобережжі | …                  | …                         |            |
| 97  | Жовтець карпатський Ranunculus carpaticus Herbich                                                                      | На вапняках – у Карпатах | …                  | …                         |            |
| 98  | Жовтець грецький Ranunculus chius DC.                                                                                  | На сухих засмічених місцях — у Криму на ПБК (від Сімеїзу до Малого Маяка) | …                  | …                         |            |
| 99  | Жовтець константинопольський Ranunculus constantinopolitanus (DC.) d'Urv.                                              | У тінистих лісах — у Криму | …                  | …                         |            |
| 100 | Ranunculus brutius Ten., у т. ч. Ranunculus brutius subsp. crimaeus, syn. Ranunculus crimaeus Juz.                     | У лісах на галявинах, узліссях — у гірському Криму, у верхньому поясі, зрідка | …                  | …                         |            |
| 101 | Жовтець круглолистий Ranunculus thora L.                                                                               | На вапняках — у Карпатах; переважно альпійський, іноді субальпійський пояс на висоті 1650–2000 м н.р.м. У ЧКУ має статус «рідкісний» | …                  | …                         |            |
| 102 | Жовтець іллірійський Ranunculus illyricus L.                                                                           | На схилах і трав'янистих місцях на всій території спорадично, на півдні значно рідше | …                  | …                         |            |
| 103 | Жовтець язиколистий Ranunculus lingua L.                                                                               | На вологих і заболочених місцях, у болотах, берегах водойм — по всій території, за винятком Криму | …                  | …                         |            |
| 104 | Жовтець торочкуватий Ranunculus marginatus d'Urv.                                                                      | На вологих місцях — у Криму (Джанкой, Севастополь) | …                  | …                         |            |
| 105 | Жовтець колючкуватий Ranunculus muricatus L.                                                                           | На вологих місцях, уздовж доріг — у гірському Криму та на ПБК, звичайно | …                  | …                         |            |
| 106 | Жовтець вужачколистий Ranunculus ophioglossifolius Vill.                                                               | На вологих місцях, болотах — Закарпаття, зрідка; у Криму, звичайно | …                  | …                         |            |
| 107 | Жовтець гостронасінний Ranunculus oxyspermus Willd.                                                                    | У степах, на схилах — у Степу і Криму | …                  | …                         |            |
| 108 | Жовтець стополистий Ranunculus pedatus Waldst. & Kit.                                                                  | На заплавних луках, сухих трав'янистих схилах — у Поліссі, Лісостепу | …                  | …                         |            |
| 109 | Жовтець повзучий Ranunculus repens L.                                                                                  | На сирих місцях — по всій території, звичайно | …                  | …                         |            |
| 110 | Жовтець отруйний Ranunculus sceleratus L.                                                                              | На багнистих луках, болотах і берегах водойм — на всій території звичайний, у Степу рідше, відсутній у високогір'ї Карпат; лікарська рослина | …                  | …                         |            |
| 111 | Жовтець гірський Ranunculus montanus Willd.                                                                            | У Карпатах, зрідка | [ 29 ]             | …                         |            |
| 112 | Ranunculus falcatus L., syn. Ceratocephala falcata (L.) Cramer                                                         | У степах, на сухих схилах, засмічених місцях – у Криму | [ 30 ]             | …                         |            |
| 113 | Жовтець вогнистий Ranunculus flammula L.                                                                               | На сирих луках, у болотах, на берегах водойм — у Карпатах, на Поліссі, в Лісостепу | …                  | …                         |            |
| 114 | Жовтець платанолистий Ranunculus platanifolius L.                                                                      | У лісах, на полонинах – у Карпатах | …                  | …                         |            |
| 115 | Жовтець ряснолистий Ranunculus polyphyllus Waldst. & Kit. ex Willd.                                                    | У водоймах що заростають, на болотах, берегах річок — у Закарпатті, Поліссі, Лісостепу та Степу, спорадично | …                  | …                         |            |
| 116 | Жовтець сланкий Ranunculus reptans L.                                                                                  | На вологих луках, болотах, на берегах водойм — на Поліссі, зрідка | …                  | …                         |            |
| 117 | Жовтець Ріона Ranunculus rionii Lagger, syn. Batrachium rionii (Lagger) Nyman                                          | У стоячих, переважно солонцюватих водоймах — у лівобережному Лісостепу, Степу та Криму, спорадично | …                  | …                         |            |
| 118 | Ranunculus fluitans Lam., syn. Batrachium fluitans (Lam.) Wimm.                                                        | У повільно поточних водах — у Карпатах | …                  | …                         |            |
| 119 | Жовтець волосолистий Ranunculus trichophyllus Chaix, syn. Batrachium trichophyllum (Chaix) Bosch                       | У повільно поточних водах — по всій території, спорадично | …                  | …                         |            |
| 120 | Ranunculus kauffmannii Clerc, syn. Batrachium kauffmannii (Clerc) Krecz.                                               | У повільно поточних водах — по всій території, зрідка | …                  | …                         |            |
| 121 | Жовтець закручений Ranunculus circinatus Sibth., syn. Batrachium foeniculaceum Krecz.                                  | У стоячих та повільно поточних водах — по всій території, спорадично | …                  | …                         |            |
| 122 | Ranunculus minimus L., syn. Myosurus minimus L.                                                                        | На зволожених місцях — по всій території | [ 13 ]             | …                         |            |
| 123 | Ranunculus testiculatus L., syn. Ceratocephala testiculata (Crantz) Besser                                             | У степах, на сухих схилах, засмічених у місцях — по всій території | …                  | …                         |            |
| 124 | Ranunculus budensis Soó                                                                                                | ? | [ 31 ]             | …                         |            |
| 125 | Ranunculus cassubicifolius W.Koch                                                                                      | ? | [ 32 ]             | …                         |            |
| 126 | Ranunculus deripovae Tzvelev                                                                                           | ? | [ 33 ]             | …                         |            |
| 127 | Жовтець-пшінка Ranunculus ficaria L.                                                                                   | ? | [ 34 ]             | …                         |            |
| 128 | Ranunculus gayeri Soó                                                                                                  | ? | [ 35 ]             | …                         |            |
| 129 | Ranunculus glacialis L.                                                                                                | ? | [ 35 ]             | …                         |            |
| 130 | Ranunculus heuffelii Soó                                                                                               | ? | [ 36 ]             | …                         |            |
| 131 | Ranunculus kalinensis Jasiewicz                                                                                        | ? | [ 37 ]             | …                         |            |
| 132 | Жовтець Малиновського Ranunculus malinovskii Elenevsky & Derv.-Sok.                                                    | ? | [ 38 ]             | …                         |            |
| 133 | Ranunculus marginicola Jasiewicz                                                                                       | ? | [ 39 ]             | …                         |            |
| 134 | Ranunculus marmarosiensis Soó                                                                                          | ? | [ 40 ]             | …                         |            |
| 135 | Ranunculus tuberosus Lapeyr., syn. Ranunculus nemorosus DC.                                                            | ? | [ 41 ]             | …                         |            |
| 136 | Ranunculus orbicans (Markl.) Ericsson                                                                                  | ? | [ 42 ]             | …                         |            |
| 137 | Ranunculus pannonicus Soó                                                                                              | ? | [ 43 ]             | …                         |            |
| 138 | Ranunculus pawlowskii Jasiewicz                                                                                        | ? | [ 44 ]             | …                         |            |
| 139 | Жовтець пензликовий Ranunculus penicillatus (Dumort.) Bab.                                                             | Крим | [ 45 ]             | …                         |            |
| 140 | Ranunculus pilisiensis Soó                                                                                             | ? | [ 46 ]             | …                         |            |
| 141 | Ranunculus pseudoacris Tzvelev                                                                                         | ? | [ 47 ]             | …                         |            |
| 142 | Ranunculus pseudomontanus Schur                                                                                        | ? | [ 48 ]             | …                         |            |
| 143 | Ranunculus rapaicsianus Soó                                                                                            | ? | [ 49 ]             | …                         |            |
| 144 | Ranunculus reichenbachii Soó                                                                                           | ? | [ 50 ]             | …                         |            |
| 145 | Ranunculus sartorianus Boiss. & Heldr.                                                                                 | Крим | [ 51 ]             | …                         |            |
| 146 | Ranunculus schilleri Soó                                                                                               | ? | [ 52 ]             | …                         |            |
| 147 | Ranunculus schwarzii Jasiewicz                                                                                         | ? | [ 53 ]             | …                         |            |
| 148 | Ranunculus slovacus Soó                                                                                                | ? | [ 54 ]             | …                         |            |
| 149 | Ranunculus strigulosus Schur                                                                                           | ? | [ 55 ]             | …                         |            |
| 150 | Ranunculus subtatricus Jasiewicz                                                                                       | ? | [ 56 ]             | …                         |            |
| 151 | Ranunculus szaferi Jasiewicz                                                                                           | ? | [ 57 ]             | …                         |            |
| 152 | Ranunculus zmudae Jasiewicz                                                                                            | ? | [ 58 ]             | …                         |            |
| 153 | Рутвиця альпійська Thalictrum alpinum L.                                                                               | Представник сучасної високогірної флори Карпат | [ 59 ]             | …                         |            |
| 154 | Рутвиця орликолиста Thalictrum aquilegiifolium L.                                                                      | У лісах, чагарниках, на узліссях — у Карпатах, Поліссі та Лісостепу | [ 27 ]             | …                         |            |
| 155 | Рутвиця жовта Thalictrum flavum L.                                                                                     | На вологих луках, берегах річок, серед чагарників — на всій території, спорадично | …                  | …                         |            |
| 156 | Рутвиця смердюча Thalictrum foetidum L.                                                                                | На вапняках, крейді й гранітах — у Розточчі, 3х. Лісостепу і Донецькому Лісостепу, рідко (гори Артема). У ЧКУ має статус «зникаючий» | …                  | …                         |            |
| 157 | Рутвиця вузьколиста Thalictrum lucidum L.                                                                              | На вологих і заболочених лугах — у Карпатах, Поліссі та Лісостепу звичайний; в Степу рідко (м. Дніпро, м. Миколаїв) | …                  | …                         |            |
| 158 | Рутвиця мала Thalictrum minus L.                                                                                       | У лісах, на луках, у степах — на всій території, звичайно | …                  | …                         |            |
| 159 | Рутвиця гачкувата Thalictrum uncinatum Rehmann                                                                         | На вапняках — у 3х. Лісостепу, зрідка. У ЧКУ має статус «рідкісний» | …                  | …                         |            |
| 160 | Рутвиця проста Thalictrum simplex L.                                                                                   | На луках і в чагарниках — на всій території | [ 2 ]              | …                         |            |
| 161 | Вовча лапа звичайна Trollius europaeus L.                                                                              | На луках, узліссях, у чагарниках – у Карпатах, Поліссі, Лісостепу | [ 17 ]             | …                         |            |